# Pechnelken
Pechnelken (Lychnis) sind eine Pflanzengattung in der Familie der Nelkengewächse (Caryophyllaceae). 
Der deutsche Gattungsname Pechnelken leitet sich von den stark klebrigen Stängeln der Gewöhnlichen Pechnelke (Lychnis viscaria) ab.

## Beschreibung

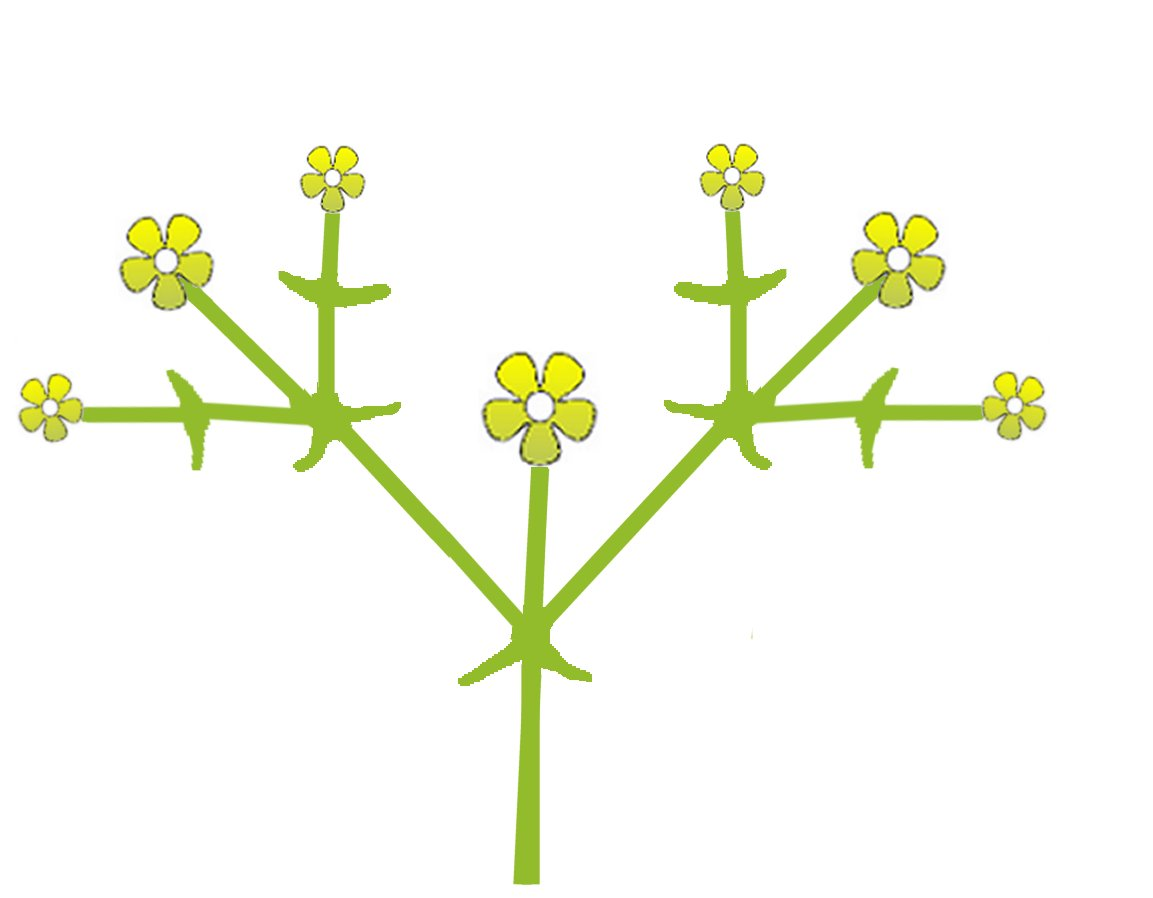
Grundschema eines Dichasiums.

Pechnelken-Arten sind ausdauernde krautige Pflanzen. Typisch für alle Nelkengewächse ist die dichasiale Verzweigung. Die gegenständigen Laubblätter sind ungestielt, ungeteilt, länglich und ganzrandig. Nebenblätter sind keine vorhanden.
Die Blütenstände sind sogenannte Dichasien (siehe Abbildung). Die Blüten sind fünfzählig. Die fünf grünen Kelchblätter sind verwachsen. Die fünf Kronblätter können ganz unterschiedliche Farben haben. Es sind zehn Staubblätter vorhanden. Es werden Kapselfrüchte gebildet.

## Inhaltsstoffe
Aus den Samen der Gewöhnlichen Pechnelke wird ein Pflanzen-Stärkungsmittel gewonnen, das inzwischen auch von der Biologischen Bundesanstalt für Land- und Forstwirtschaft zugelassen ist. Diese Verwendung geht auf ältere Beobachtungen zurück, dass Pflanzen auf Äckern in der Nähe von Pechnelken kräftiger wachsen. Die Wirkung konnte in Laborexperimenten einer Bonner Forscherin bestätigt werden. Man geht davon aus, dass es sich bei dem wirksamen Inhaltsstoff um ein Pflanzen-Wachstumshormon handelt.

## Systematik
Manche Autoren betrachten die Lychnis nicht als separate Gattung, sondern rechnen die betreffenden Arten zu den Silene.
Je nach Autor gibt etwa 25 Lychnis-Arten. Hier eine Auswahl:
- Alpen-Lichtnelke (Lychnis alpina L.)
- Brennende Liebe (Lychnis chalcedonica L., Syn.: Silene chalcedonica (L.) E.H.L.Krause)
- Kronen-Lichtnelke (Lychnis coronaria (L.) Desr.)
- Kuckucks-Lichtnelke (Lychnis flos-cuculi L.)
- Jupiternelke (Lychnis flos-jovis (L.) Desr.)
- Gewöhnliche Pechnelke (Lychnis viscaria L.)

## Bilder

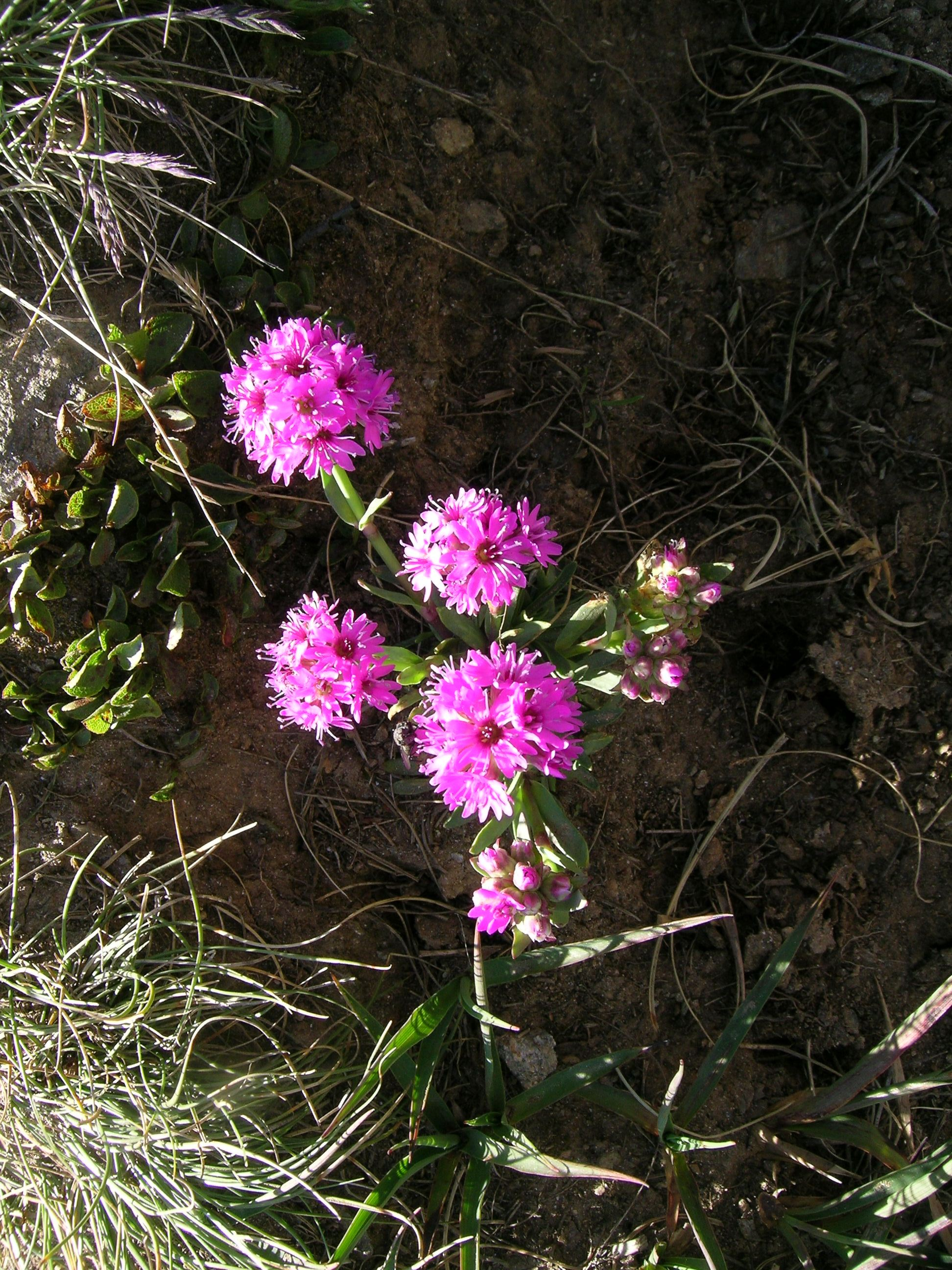
Alpen-Pechnelke (Lychnis alpina), Draufsicht
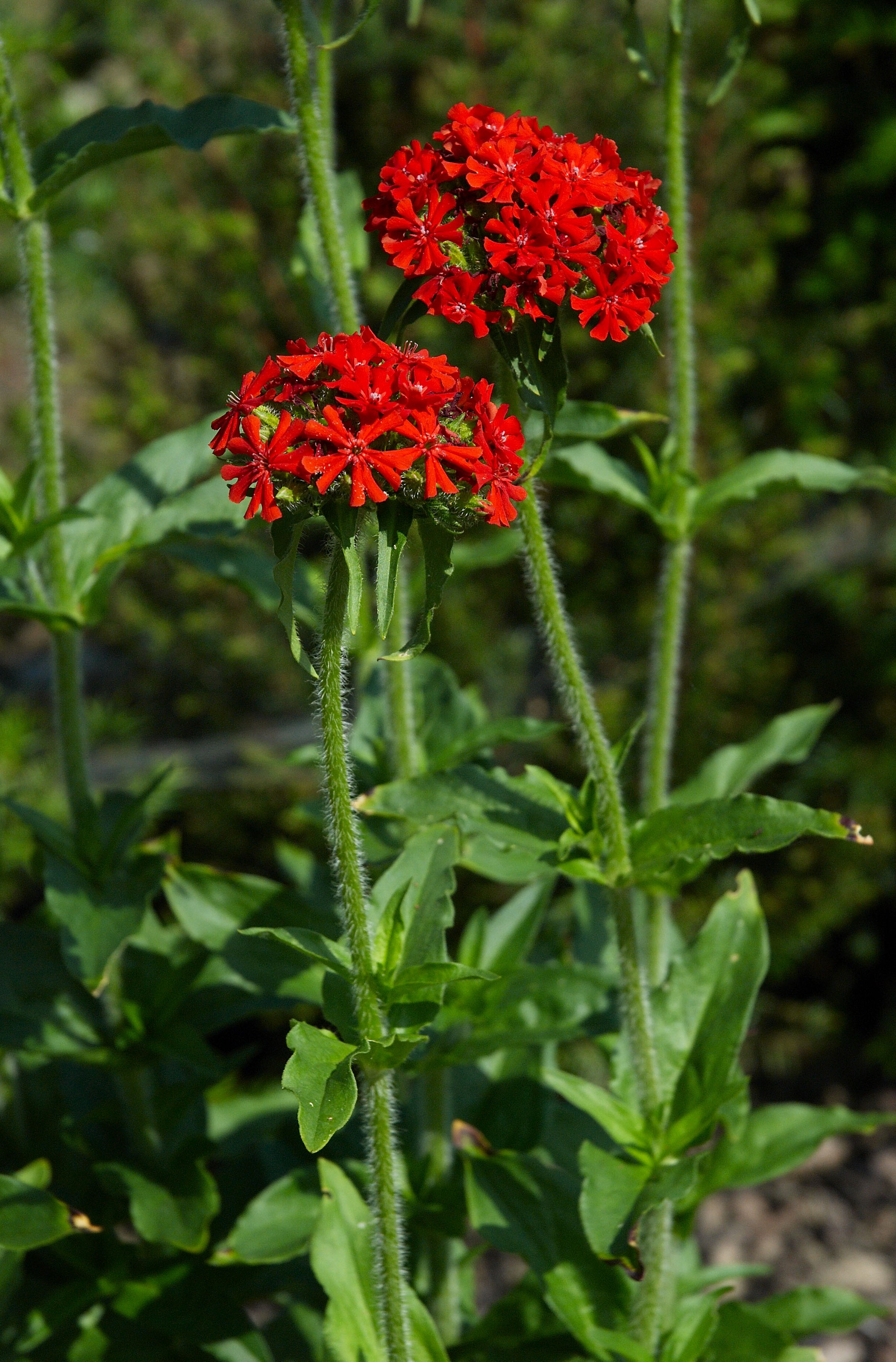
Brennende Liebe (Lychnis chalcedonica)
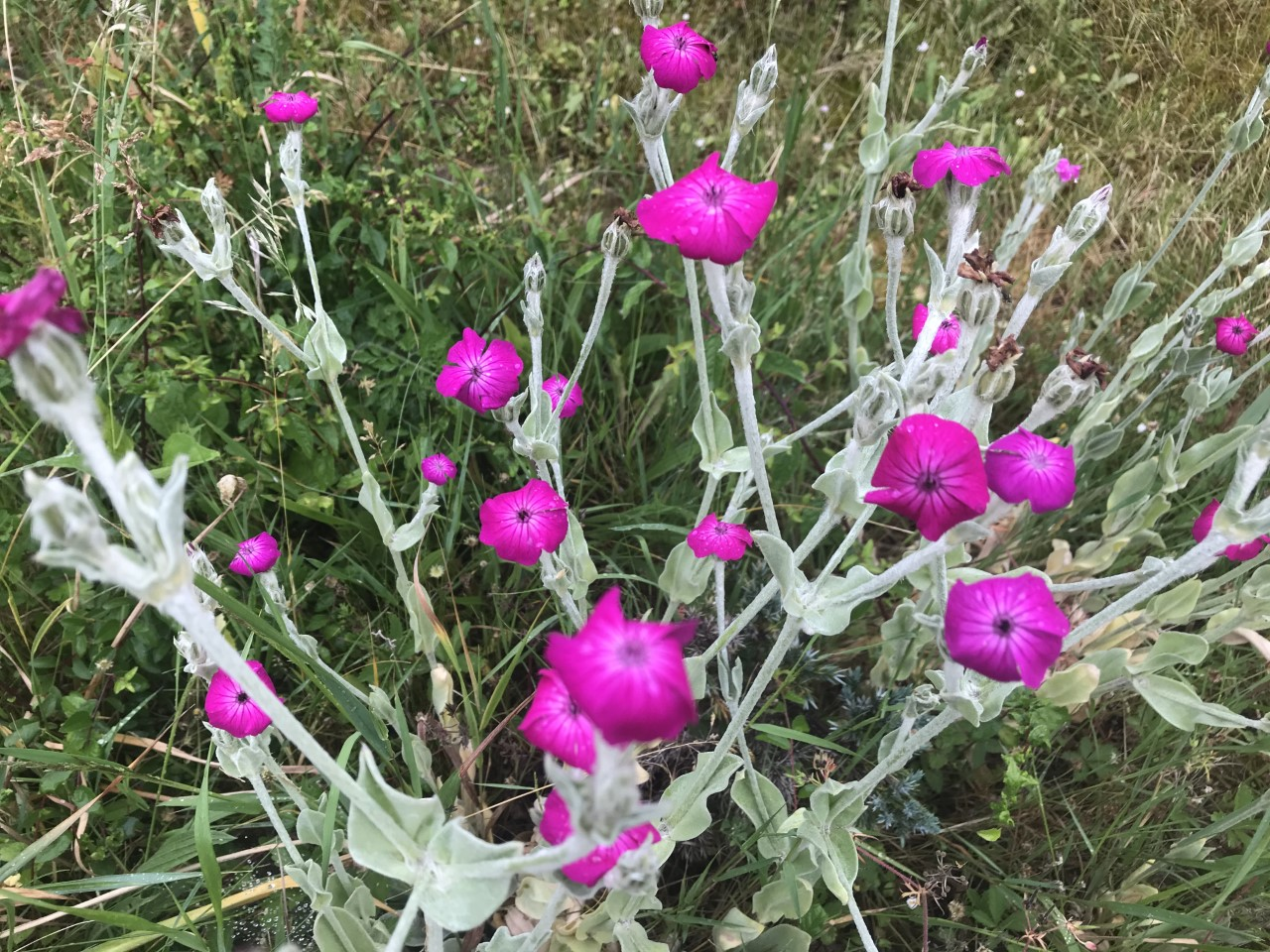
Kronen-Lichtnelke (Lychnis coronaria)
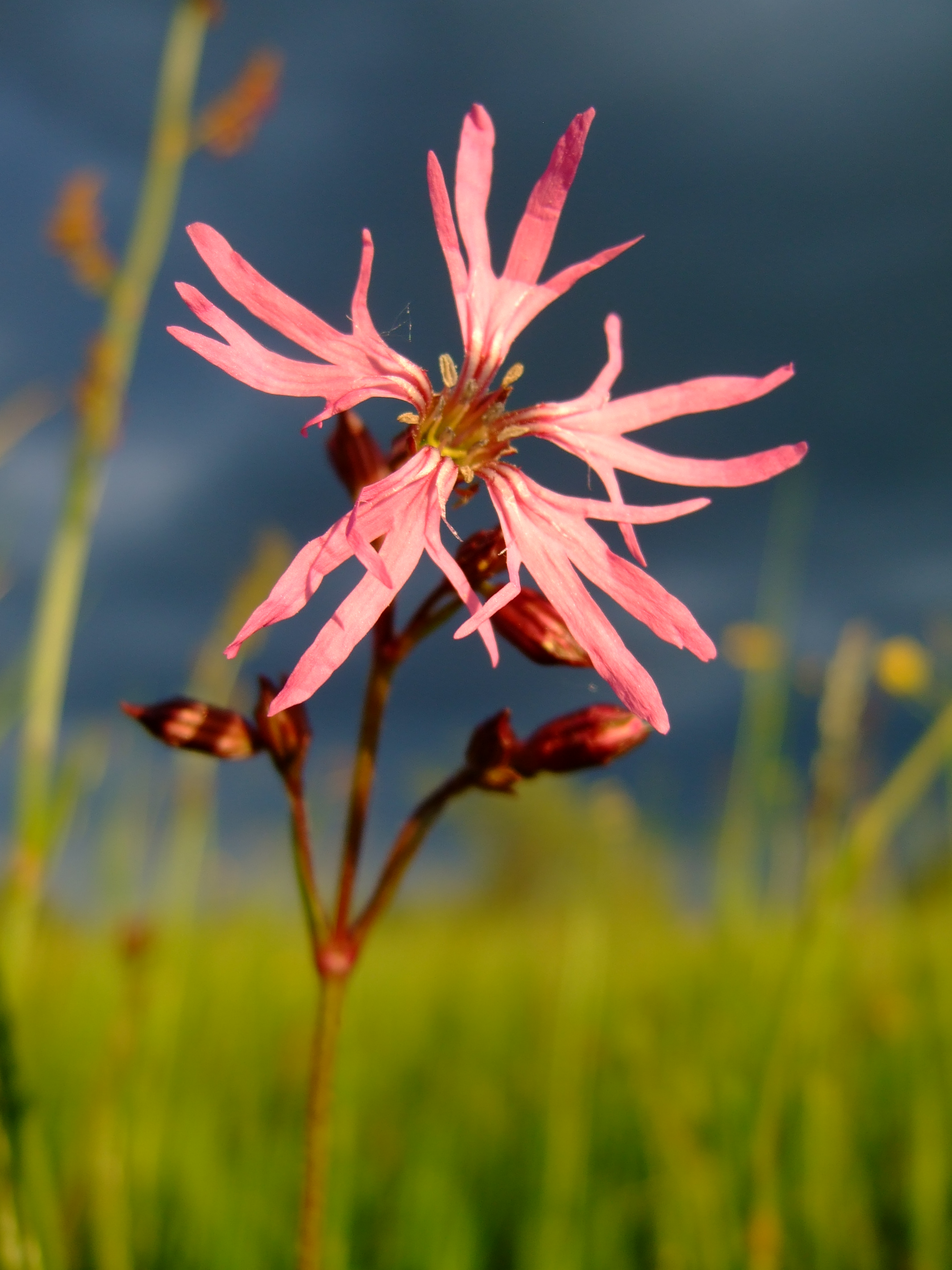
Kuckucks-Lichtnelke (Lychnis flos-cuculi), Blüte
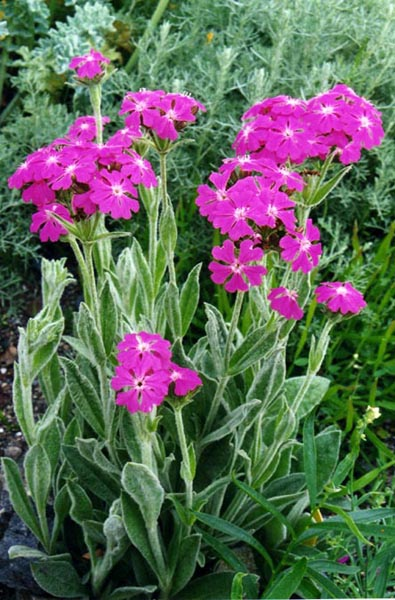
Jupiternelke (Lychnis flos-jovis)
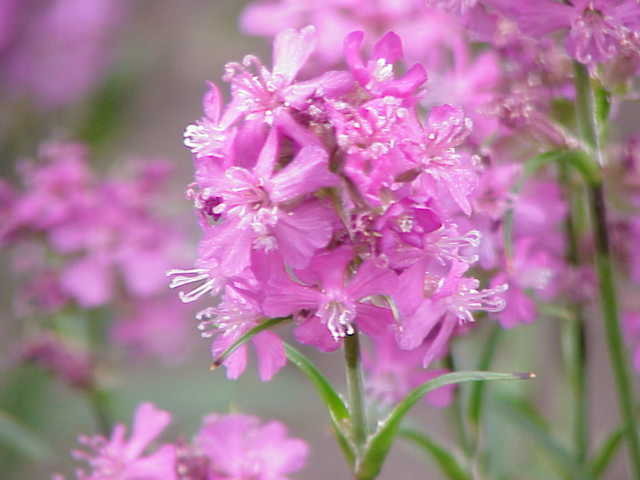
Gewöhnliche Pechnelke (Lychnis viscaria), Blüten
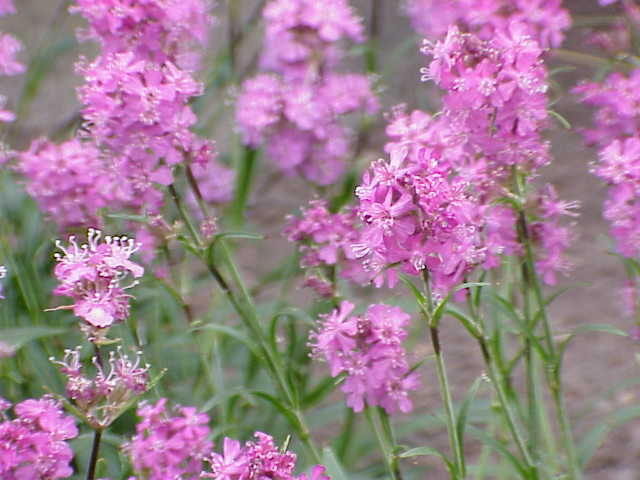
Gewöhnliche Pechnelke (Lychnis viscaria), Blüten